# Ariadna Castellano
Ariadna Castellano  (Madrid; 17 de noviembre de 1993) es una actriz española.

## Biografía
Es conocida por su papel de Elisa Peiró, hija de Sergio Peiró (Octavi Pujades), enamorado de Lola Padilla Sotelo (Marina Gatell) en la serie Lalola pero sobre todo por la serie Mis adorables vecinos en su papel de Bea Sandoval.

## Filmografía

### Series de televisión
| Año       | Serie                 | Papel                                | Notas               |
| --------- | --------------------- | ------------------------------------ | ------------------- |
| 2004–2006 | Mis adorables vecinos | Bea Sandoval                         | 60 Episodios        |
| 2006      | Mesa para cinco       | Claudia                              | 14 Episodios        |
| 2007      | Aída                  | Jessica "Jessi"                      | Capítulo 4x06       |
| 2007      | Cuenta atrás          | Laura                                | Capítulo 1x03       |
| 2007      | Hermanos y detectives | Lucía                                | Capítulo 1x03       |
| 2008–2009 | Lalola                | Elisa Peiró                          | 120 Episodios       |
| 2011      | Hospital Central      | Paula                                | Capítulo 19x03      |
| 2011      | Homicidios            | Carmen                               | Capítulo 1x09       |
| 2011      | Águila Roja           | Beatriz                              | Capítulos 3x09,3x10 |
| 2016      | Carlos, rey emperador | María La Portuguesa                  | Capítulo 1x17       |
| 2018      | La catedral del mar   | María Cardona, Hija de Ramón Bastaix | Capítulos 1x03,1x04 |